# 非ホジキンリンパ腫
非ホジキンリンパ腫（ひホジキンリンパしゅ、英: Non-Hodgkin lymphoma、略称:NHL）は、ホジキンリンパ腫（ホジキン病）以外の全ての多様な悪性リンパ腫を含む一群である。
和訳はやや無理やりで、医療現場では通常英語名を使用する。日本では、びまん性大細胞型 (diffuse large cell type) が圧倒的に多い。日本ではホジキン病は少ないため、悪性リンパ腫の多くがこのびまん性大細胞型B細胞性リンパ腫 (diffuse large B cell lymphoma) である。

## 分類

### 病型分類
非ホジキンリンパ腫の分類としてWHO分類 (2017) が用いられる。これは2020年現在の分類であり、今後改定される可能性がある。
1. 成熟B細胞腫瘍
  1. 慢性リンパ性白血病/小リンパ球性リンパ腫（Chronic lymphocytic leukemia/small lymphocytic lymphoma）
  2. 単クローン性B細胞リンパ球増加症（Monoclonal B-cell lymphocytosis）
  3. B細胞前リンパ球性白血病（B-cell prolymphocytic leukemia）
  4. 脾辺縁帯リンパ腫（Splenic marginal zone lymphoma）
  5. 有毛細胞白血病（Hairy cell leukemia）
  6. 脾B細胞リンパ腫/白血病・分類不能型（Splenic B-cell lymphoma/leukemia, unclassifiable）
  7. 脾びまん性赤脾髄小型B細胞リンパ腫（Splenic diffuse red pulp small B-cell lymphoma）
  8. 有毛細胞白血病・バリアント型（Hairly cell leukemia-variant）
  9. リンパ形質細胞性リンパ腫（Lymphoplasmacytic lymphoma）
  10. 意義不明の単クローン性ガンマグロブリン血症（MGUS）・IgM型（Monoclonal gammopathy of undetermined significance, IgM）
  11. μ重鎖病（μheavy chain disease）
  12. λ重鎖病（λheavy chain disease）
  13. α重鎖病（αheavy chain disease）
  14. 形質細胞骨髄腫（Plasma cell myeloma）
  15. 骨孤在性形質細胞腫（Solitary plasmacytoma of bone）
  16. 骨外性形質細胞腫（Extraosseous plasmacytoma）
  17. 単クローン性免疫グロブリン沈着病（Monoclonal immunoglobulin deposition disease）
  18. 粘膜関連リンパ組織型節外性辺縁帯リンパ腫（MALTリンパ腫）（Extranodal marginal zone lymphoma of mucosa-associated lymphoid tissue）
  19. 節性辺縁帯リンパ腫（Nodal marginal zone lymphoma）
  20. 濾胞性リンパ腫（Follicular lymphoma）
  21. 小児型濾胞性リンパ腫（Pediatric type follicular lymphoma）
  22. IRF4再構成を伴う大細胞型B細胞リンパ腫（Large B-cell lymphoma with IRF4 rearrangement）
  23. 原発性皮膚濾胞中心リンパ腫（Primary cutaneous follicle center lymphoma）
  24. マントル細胞リンパ腫（Mantle cell lymphoma）
  25. びまん性大細胞型B細胞リンパ腫・非特定型（Diffuse large B-cell lymphoma, NOS）
  26. T細胞/組織球豊富型大細胞型B細胞リンパ腫（T-cell/histiocyte-rich large B-cell lymphoma）
  27. 原発性中枢神経系びまん性大細胞型B細胞リンパ腫（Primary DLBCL of the central nervous system）
  28. 原発性皮膚びまん性大細胞型B細胞リンパ腫・下肢型（Primary cutaneous DLBCL, leg type）
  29. EBV陽性びまん性大細胞型B細胞リンパ腫・非特定型（EBV positive DLBCL, NOS）
  30. EBV陽性粘膜皮膚潰瘍（EBV positive mucocutaneous ulcer）
  31. 慢性炎症関連びまん性大細胞型B細胞リンパ腫（DLBCL associated with chronic inflammation）
  32. リンパ腫様肉芽腫症（Lymphomatoid granulomatosis）
  33. 原発性縦隔（胸腺）大細胞型B細胞リンパ腫（Primary mediastinal［thymic］large-B cell lymphoma）
  34. 血管内大細胞型B細胞リンパ腫（Intravascular large B-cell lymphoma），
  35. ALK陽性大細胞型B細胞リンパ腫（ALK positive LBCL）
  36. 形質芽球性リンパ腫（Plasmablastic lymphoma）
  37. 原発性体腔液リンパ腫（Primary effusion lymphoma）
  38. HHV8陽性びまん性大細胞型B細胞リンパ腫・非特異型（HHV8 positive DLBCL, NOS）
  39. バーキットリンパ腫（Burkitt lymphoma）
  40. 11q異常を伴うバーキット様リンパ腫（Burkitt-like lymphoma with 11q aberration）
  41. MYCおよびBCL2とBCL6の両方か一方の再構成伴う高悪性度B細胞リンパ腫（High-grade B-cell lymphoma, with MYC and BCL2 and/or BCL6 rearrangement）
  42. 高悪性度B細胞リンパ腫・非特異型（High-grade B-cell lymphoma, NOS）
  43. びまん性大細胞型B細胞リンパ腫と古典的ホジキンリンパ腫の中間的特徴を伴うB細胞リンパ腫・分類不能型（B-cell lymphoma, unclassifiable, with features intermediate between DLBCL and classical Hodgkin lymphoma）

1. 成熟T細胞およびNK細胞腫瘍
  1. T細胞前リンパ球性白血病（T-cell prolymphocytic leukemia）
  2. T細胞大型顆粒リンパ球性白血病（T-cell large granular lymphocytic leukemia）
  3. 慢性NK細胞リンパ増殖異常症（Chronic lymphoproliferative disorder of NK-cells）
  4. 急速進行性NK細胞白血病（Aggressive NK-cell leukemia）
  5. 小児全身性EBV陽性T細胞リンパ腫（Systemic EBV positive T-cell lymphoma of childhood）
  6. 種痘様水疱症様リンパ増殖異常症（Hydroa vacciniforme-like lymphoproliferative disorder）
  7. 成人T細胞白血病/リンパ腫（Adult T-cell leukemia/lymphoma）
  8. 節外性NK/T細胞リンパ腫・鼻型（Extranodal NK/T-cell lymphoma, nasal type）
  9. 腸症関連T細胞リンパ腫（Enteropathy-associated T-cell lymphoma）
  10. 単形性上皮向性腸管T細胞リンパ腫（Monomorphic epitheliotropic intestinal T-cell lymphoma）
  11. 胃腸管緩徐進行性T細胞リンパ増殖異常症（Indolent T-cell lymphoproliferative disorder of the GI tract）
  12. 肝脾T細胞リンパ腫（Hepatosplenic T-cell lymphoma）
  13. 皮下脂肪組織炎様T細胞リンパ腫（Subcutaneous panniculitis-like T-cell lymphoma）
  14. 菌状息肉症（Mycosis fungoides）
  15. セザリー症候群（Sézary syndrome）
  16. 原発性皮膚CD30陽性T細胞リンパ増殖異常症（Primary cutaneous CD30 positive T-cell lymphoproliferative disorders）
  17. リンパ腫様丘疹症（Lymphomatoid papulosis）
  18. 原発性皮膚未分化大細胞型リンパ腫（Primary cutaneous anaplastic large cell lymphoma）
  19. 原発性皮膚γδT細胞リンパ腫（Primary cutaneous gamma-delta T-cell lymphoma）
  20. 原発性皮膚CD8陽性急速進行性表皮向性細胞傷害性T細胞リンパ腫（Primary cutaneous CD8 positive aggressive epidermotropic cytotoxic T-cell lymphoma）
  21. 原発性皮膚先端型CD8陽性T細胞リンパ腫（Primary cutaneous acral CD8 positive T-cell lymphoma）
  22. 原発性皮膚CD4陽性小型/中型T細胞リンパ増殖性症（Primary cutaneous CD4 positive small/medium T-cell lymphoproliferative disorder）
  23. 末梢性T細胞リンパ腫・非特定型（Peripheral T-cell lymphoma, NOS）
  24. 血管免疫芽球性T細胞リンパ腫（Angioimmunoblastic T-cell lymphoma）
  25. 濾胞T細胞リンパ腫（Follicular T-cell lymphoma）
  26. 濾胞ヘルパーT細胞形質を伴う節性末梢性T細胞リンパ腫（Nodal peripheral T-cell lymphoma with TFH phenotype）
  27. 未分化大細胞リンパ腫・ALK陽性型（Anaplastic large cell lymphoma, ALK positive）
  28. 未分化大細胞リンパ腫・ALK陰性型（Anaplastic large cell lymphoma, ALK negative）
  29. 乳房インプラント関連未分化大細胞リンパ腫（Breast implant-associated anaplastic large-cell lymphoma）

### 悪性度による分類
進行速度によって3つに分類される。
| 悪性度による分類                                    | 非ホジキンリンパ腫の種類（病型） |
| --------------------------------------------------- | --- |
| 低悪性度：インドレントリンパ腫 （年単位で進行）     | 濾胞性リンパ腫（Grade 1、2） MALTリンパ腫 リンパ形質細胞性リンパ腫 菌状息肉症（皮膚のリンパ腫） セザリー症候群（皮膚のリンパ腫）など |
| 中悪性度：アグレッシブリンパ腫 （月単位で進行）     | 濾胞性リンパ腫（Grade 3） マントル細胞リンパ腫 びまん性大細胞型B細胞リンパ腫 末梢性T細胞リンパ腫 節外性NK/T細胞リンパ腫、鼻型 など   |
| 高悪性度：高度アグレッシブリンパ腫 （週単位で進行） | バーキットリンパ腫 など |

## 症状
頸部や鼠径部、腋の下、鼻腔や顎部口腔などのリンパ節が腫大し、腫瘤の特徴は堅く無痛性である（風邪などの急性リンパ節炎の場合は柔らかく有痛性のことが多い）。ただし、1cm程度の肥大であればリンパ腫でなくとも体調などによりしばしば発生するものであり、炎症が軽度な場合や慢性的なリンパ節炎の場合など痛みが軽度かほとんどないことも珍しくないため、かかりつけ医の初期診断はリンパ節炎となることがある。症例によっては腫瘍が出る頃には病期が進行してしまっている場合もある。

## 検査所見
末梢血は正常または白血化している。

## 診断
診断は、患部リンパ節を一部摘出する組織生検の判定検査結果により行われる。最初に穿刺細胞診（針で少量だけ採取）を行うこともあるが充分なサンプルを採れず診断に至れないケースも多く、あくまで予備的である。

## 病期
診断が確定すると、レントゲン撮影、コンピュータ断層撮影 (CT)、PET、骨シンチ、患部および骨髄、髄液などの生検により病期判定および病態の詳細把握を行う。病期分類として国際的統一基準はまだないが、日本ではアメリカで開発されたAnn Arbor分類を用いることが多いと思われる。ホジキン病ほど病期（ステージ）が治療レジメンに影響しない症例もあるが、バーキットリンパ腫など進行の速い全身転移性の症例では、レジメン策定から寛解率、寛解後生存率に至るまでひろく影響し、高ステージ判定での予後は不良となりやすい。

## 治療
- リンパ腫細胞の由来・Stage分類に応じて多剤併用化学療法による治療が行われる。成人と小児では予後も大きく異なり、治療法が異なる。予後が悪いと予測されるものに関しては移植が行われることもある。放射線療法が併用されることもある。
- 成人のびまん性大細胞型B細胞性リンパ腫に対しては、シクロホスファミド、アドリアマイシン、ビンクリスチン、プレドニゾロンを組み合わせるCHOP療法が行われる。新しい薬であるリツキシマブ（抗CD20マウス=ヒト・キメラ・モノクローナル抗体）を併用することもある。一方イブリツモマブ チウキセタン（イブリツモマブ-イットリウム90）をCHOP療法6クール後に追加すると、奏効率100%、完全寛解が95%であることが、第II相臨床試験で明らかになった[3][要出典]。
- 胃のMALTリンパ腫にはヘリコバクター・ピロリ除菌療法が奏効するものもあるという報告がある。

## 予後
IPI（International Prognostic Index: 国際予後因子）は予後予測因子として有用である。